# Mary Ann Colclough
Mary Ann Colclough, född 1836, död 1885, var en nyzeeländsk kvinnorättsaktivist. 
Hon var en pionjär för kvinnorörelsen på Nya Zeeland, och drev under 1870-talet, genom insändare i pressen och offentliga tal, en kampanj för lika skilsmässolag, gifta kvinnors rätt att kontrollera sina egna pengar, arbetande kvinnors yrkesförhållanden och kvinnors rätt till utbildning. 